# Mohamed Amine Zidane
Pour les articles homonymes, voir Zidane (homonymie).
Mohamed Amine Zidane est un footballeur algérien né le 5 octobre 1983 à Relizane. Il évolue au poste de défenseur au RC Relizane.

## Palmarès
- Vice-champion d'Algérie en 2006 avec l'USM Alger.
- Finaliste de la coupe d'Algérie en 2006 et 2007 avec l'USM Alger.
- Accession en Ligue 1 en 2014 avec l'ASM Oran.